# Henri ter Meulen
Henri ter Meulen (Amsterdam, 30 november 1871 - 's-Gravenhage, 24 juni 1942) was een Nederlands scheikundig ingenieur, hoogleraar in de analytische scheikunde aan de Technische Hogeschool te Delft, en rector magnificus in het studiejaar 1931-1932.

## Levensloop
Ter Meulen, telg uit het assuradeursgeslacht Ter Meulen en zoon van assuradeur Karel Eduard ter Meulen (1831-1883) en Jacoba Balthina Elisabeth Damalvy Molière (1838-1915), werd geboren in Amsterdam. Na het doorlopen van de Hogereburgerschool te Haarlem, studeerde hij chemische technologie aan de Polytechnische School te Delft van 1889 tot 1895. Hij trouwde in 1899 met Paulina Johanna Blomhert (1874-1967) met wie hij een dochter en een zoon kreeg. Zijn kleinzoon drs. H.C.E. ter Meulen (1950-1982) werd ook chemicus, en later kinderarts in opleiding en stichter en naamgever van het Ter Meulenfonds. Een kleindochter werd eveneens hoogleraar: prof. dr. Alice ter Meulen. Een andere kleindochter trouwde met publicist en vertaler Hans Dijkhuis.
Ter Meulen begon zij academische loopbaan aan de Polytechnische School als assistent van Sebastiaan Hoogewerff. In 1905 werd hij benoemd tot hoogleraar in de analytische scheikunde en de scheikundige bouwstoffen aan de inmiddels Technische Hogeschool. In het studiejaar 1931-1932 diende hij hier als rector magnificus, en in 1936 ging hij na ruim veertig jaar dienstverband met emeritaat. 
In 1930 werd Ter Meulen onderscheiden met de Hoogewerff Gouden Medaille, in 1931 werd hij benoemd tot lid van de Koninklijke Nederlandse Akademie van Wetenschappen, en in 1932 ontving hij een eredoctoraat van de Universiteit van Amsterdam. Hij was Ridder in de Orde van de Nederlandse Leeuw en Officier in de Orde van Oranje-Nassau.

## Werk
Volgens Harry Snelders (1985) is het wetenschappelijk werk van Ter Meulen in twee perioden te verdelen:
In het begin van zijn loopbaan deed hij vooral biochemische onderzoekingen en bestudeerde hij glucosiden (als indicaan en mosterdglucosiden) en de aard van de suikers daarin. Van belang is zijn methode om in glucosiden de aanwezige suiker met grote zekerheid aan te tonen door gebruik te maken van de specifieke werking van enzymen en van de massawerkingswet. Ter Meulen toonde aan dat deze wet volkomen geldigheid bezit bij enzymatische reacties en tevens dat deze reacties omkeerbare processen zijn, zodat hiervan gebruik zou kunnen worden gemaakt om de natuurlijke glucosiden uit hun bestanddelen op te bouwen.

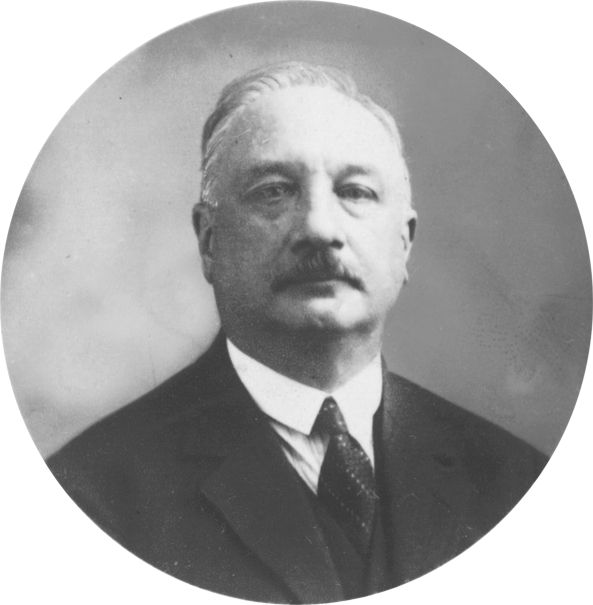
Prof. Ir. H. ter Meulen, 1930

In 1930 werd Ter Meulen onderscheiden met de Hoogewerff Gouden Medaille voor zijn werk op het gebied van de elementair-analyse. Koopmans (1967) verklaarde: 
Hij was de eerste, die een directe zuurstofbepaling in organische stoffen uitwerkte, namelijk door hydrogenering in dampvorm met waterstof over fijn verdeeld nikkel als katalysator. Voordien werd het zuurstofgehalte van een stof berekend, door de som van de percentages der andere bestanddelen van 100 af te trekken. Door hydrogeneren bepaalde hij in organische verbindingen ook stikstof, zwavel en de halogenen. Koolstof en waterstof werden op dezelfde elegante wijze door verbranding bepaald. De methodes voerden snel en nauwkeurig tot het gewenste resultaat; hun bezwaar was dat zij voortdurend de volle aandacht vereisten, zodat men er eigenlijk maar één tegelijk kon uitvoeren. In de industrielaboratoria zijn zij om deze reden nauwelijks doorgedrongen. Dit doet niets af aan de wetenschappelijke prestatie van professor Ter Meulen, die in dit opzicht met Dumas en Carius op één lijn kan worden gesteld.
Koopman refereert hier aan Jean-Baptiste Dumas en Georg Ludwig Carius (1829–1875), bekend door zijn studie van oxidatie.

## Publicaties
- H. Ter Meulen en  J. Heslinga, Nieuwe methoden voor Elementair-analyse, Delft,  1925, 2e druk 1930.
- H. Ter Meulen. "De elementen van het levend organisme". Oratie, in: Jaarboek T.H. Delft 1932, 3-16